# Indicator minor
El indicador menor (Indicator minor) es una especie de ave piciformes perteneciente a la familia Indicatoridae. Es nativa del África subsahariana. Se reconoce seis subespecies.

## Distribución y hábitat
Su área de distribución incluye Angola, Benín, Botsuana, Burkina Faso, Burundi, Camerún, Chad, Congo, Costa de Marfil, Guinea Ecuatorial, Eritrea, Etiopía, Gabón, Gambia, Ghana; Guinea, Guinea-Bissau, Kenia, Liberia, Malawi, Malí, Mozambique, Namibia, Níger, Nigeria, República Centroafricana, Ruanda, Senegal, Sierra Leona, Somalia, Sudáfrica, Sudán del Sur, Sudán, Suazilandia, Tanzania, Togo, Uganda, Zambia, y Zimbabue. Su hábitat natural se compone de bosques, sabanas, matorrales, y pastizales.

## Subespecies
Se distinguen las siguientes subespecies:
- Indicator minor damarensis (Roberts, 1928)
- Indicator minor diadematus Ruppell, 1837
- Indicator minor minor Stephens, 1815
- Indicator minor riggenbachi Zedlitz, 1915
- Indicator minor senegalensis Neumann, 1908
- Indicator minor teitensis Neumann, 1900